# Базарга
Базарга́ (каз. Базарға) — село у складі Аксуатського району Абайської області Казахстану. Входить до складу Кокжиринського сільського округу.
Населення — 22 особи (2021; 70 у 2009, 117 у 1999, 211 у 1989).
Національний склад станом на 1989 рік:
- казахи — 100 %

Станом на 1989 рік село називалось також Базарка.